# 2015 у кіно
2015 у кіно — огляд подій, що відбулися у 2015 році в кінематографі, зокрема найкасовіші фільми, церемонії нагородження, фестивалі, а також перелік фільмів, які вийшли, та список померлих діячів у кіно.

## Найкасовіші фільми
Список 10 найкасовіших фільмів 2015 року виглядає таким чином:
| Місце | Назва                                  | Студія             | Світові касові збори |
| ----- | -------------------------------------- | ------------------ | -------------------- |
| 1     | Зоряні війни: Пробудження Сили         | Buena Vista        | 2 014 248 964 $      |
| 2     | Світ Юрського періоду                  | Universal Pictures | 1 670 400 637 $      |
| 3     | Форсаж 7                               | Universal Pictures | 1 516 045 911 $      |
| 4     | Месники: Ера Альтрона                  | Marvel Studios     | 1 405 413 868 $      |
| 5     | Посіпаки                               | Universal Pictures | 1 159 094 243 $      |
| 6     | 007: Спектр                            | Sony / Columbia    | 879 175 082 $        |
| 7     | Думками навиворіт                      | Buena Vista        | 856 809 711 $        |
| 8     | Місія нездійсненна: Нація ізгоїв       | Paramount          | 682 330 139 $        |
| 9     | Голодні ігри: Переспівниця. Частина ІІ | Lionsgate          | 652 331 954 $        |
| 10    | Марсіянин                              | 20th Century Fox   | 608 337 316 $        |

## Події

### Церемонії нагородження
| Дата      | Подія                                                                        | Організатор                                            | Розташування                            | Джерело |
| --------- | ---------------------------------------------------------------------------- | ------------------------------------------------------ | --------------------------------------- | ------- |
| 11 січня  | 72-га церемонія вручення нагород премії «Золотий глобус»                     | Голлівудська асоціація іноземної преси                 | Беверлі-Гіллз, Каліфорнія, США          | [ 2 ]   |
| 15 січня  | 20-та церемонія вручення нагород премії «Вибір критиків»                     | Асоціація телекінокритиків США і Канади                | Санта-Моніка, Каліфорнія, США           | [ 3 ]   |
| 24 січня  | Нагорода американської Гільдії продюсерів 2014                               | Американська гільдія продюсерів                        | Беверлі-Гіллз, Каліфорнія, США          | [ 4 ]   |
| 25 січня  | 21-ша церемонія вручення премії Гільдії кіноакторів США                      | Гільдія кіноакторів                                    | Лос-Анджелес, Каліфорнія, США           | [ 5 ]   |
| 26 січня  | 50th Guldbagge Awards                                                        | Шведський інститут кінематографії                      | Юргорден, Швеція                        | [ 6 ]   |
| 31 січня  | 4-та міжнародна церемонія вручення AACTA                                     | Австралійська академія кіно і телевізійних мистецтв    | Лос-Анджелес, Каліфорнія, США           | [ 7 ]   |
| 31 січня  | 60th Filmfare Awards                                                         | Filmfare                                               | Мумбаї, Індія                           |         |
| 2 лютого  | Премія «Люм'єр» (20-та церемонія)                                            | Премія «Люм'єр»                                        | Париж, Франція                          | [ 8 ]   |
| 4 лютого  | Нагорода афро-американської асоціації кінокритиків 2014                      | Афро-американська асоціація кінокритиків               | Голлівуд, Каліфорнія, США               | [ 9 ]   |
| 7 лютого  | 29-та премія «Гойя»                                                          | Іспанська академія кінематографічних мистецтв і наук   | Мадрид, Іспанія                         | [ 10 ]  |
| 7 лютого  | 5-та церемонія нагородження Магрітта                                         | Académie André Delvaux                                 | Брюссельський столичний регіон, Бельгія | [ 11 ]  |
| 8 лютого  | 68-ма церемонія вручення премії БАФТА                                        | Британська академія телебачення та кіномистецтва       | Лондон, Англія, Велика Британія         | [ 12 ]  |
| 15 лютого | 19-та церемонія нагородження «Супутник»                                      | Міжнародна прес-академія                               | Лос-Анджелес, Каліфорнія, США           | [ 13 ]  |
| 20 лютого | 40-ва церемонія вручення нагород премії «Сезар»                              | Сезар                                                  | Париж, Франція                          | [ 14 ]  |
| 21 лютого | 35-та церемонія вручення нагород премії «Золота малина»                      | Кінопремія «Золота малина»                             | Голлівуд, Каліфорнія, США               |         |
| 21 лютого | 30-та церемонія вручення нагород премії «Незалежний дух»                     | Кінопремія «Незалежний дух»                            |                                         | [ 15 ]  |
| 22 лютого | 87-ма церемонія вручення нагород премії «Оскар»                              | Академія кінематографічних мистецтв і наук             | Голлівуд, Каліфорнія, США               | [ 16 ]  |
| 12 квітня | MTV Movie Awards 2015                                                        | MTV                                                    | Лос-Анджелес, Каліфорнія, США           | [ 17 ]  |
| 28 травня | 2-га церемонія вручення Премії Національної спілки кінематографістів України | Національна спілка кінематографістів України           | Київ, Україна                           | [ 18 ]  |
| 25 червня | 41-я церемонія вручення нагород премії «Сатурн»                              | Академія наукової фантастики, фентезі та фільмів жахів | Бербанк, Каліфорнія, США                | [ 19 ]  |
| 12 грудня | 28-ма щорічна церемонія вручення премії «Європейський кіноприз»              | Європейська кіноакадемія                               | Берлін, Німеччина                       | [ 20 ]  |

### Фестивалі
| Дата                  | Подія                                                | Організатор                           | Розташування        | Джерело       |
| --------------------- | ---------------------------------------------------- | ------------------------------------- | ------------------- | ------------- |
| 22 січня–1 лютого     | Кінофестиваль «Санденс» 2015                         | Інститут Санденса                     | Парк Сіті, Юта, США | [ 21 ]        |
| 5–15 лютого           | 65-й Берлінський міжнародний кінофестиваль           | Берлінський міжнародний кінофестиваль | Берлін, Німеччина   | [ 22 ]        |
| 13–24 травня          | Каннський кінофестиваль 2015                         | Каннський кінофестиваль               | Канни, Франція      | [ 23 ]        |
| 3–11 червня           | 50-й міжнародний кінофестиваль у Карлових Варах      | Кінофестиваль у Карлових Варах        | Карлові Вари, Чехія |               |
| 10–14 червня          | 29-й кінофестиваль романтичних фільмів у Кабурі      | Кінофестиваль у Кабурі                | Кабур, Франція      | [ 24 ] [ 25 ] |
| 2–12 вересня          | 72-й Венеційський кінофестиваль                      | Венеційський кінофестиваль            | Венеція, Італія     |               |
| 10-20 вересня         | Міжнародний кінофестиваль у Торонто 2015             | Міжнародний кінофестиваль у Торонто   | Торонто, Канада     |               |
| 24 жовтня-1 листопада | 45-й Київський міжнародний кінофестиваль «Молодість» | Молодість (кінофестиваль)             | Київ, Україна       |               |

## Фільми
Нижче наведені таблиці фільмів відсортованих відносно дати виходу в прокат в Україні.

### Січень— Березень
| Прем'єра        | Прем'єра | Назва                              | Країна          | Творці й актори | Жанр                          |
| --------------- | -------- | ---------------------------------- | --------------- | --- | ----------------------------- |
| С І Ч Е Н Ь     | 1        | 8 нових побачень                   | Росія           | Режисер: Маріус Вайсберг; Сценарій: Андрій Яковлєв, Михайло Савін, Дмитро Козлов, Олександр Брагін Актори: Оксана Акіньшина, Володимир Зеленський, Михайло Галустян, Поліна Максимова, Сергій Шнуров; | комедія                       |
| С І Ч Е Н Ь     | 1        | Вихід: Боги та Царі                | США             | Режисер: Рідлі Скотт; Сценарій: Біл Колаж, Адам Купер, Стівен Заіллян і Джеффрі Кейн; Актори: Крістіан Бейл, Джоел Едґертон, Джон Туртуро, Аарон Пол, Сігурні Вівер і Бен Кінґслі;                    | біблейська епопея             |
| С І Ч Е Н Ь     | 1        | Снігова Королева 2: Перезаморозка  | Росія           | Режисер: Олексій Ціцілін; Сценарій: Олексій Ціцілін, Олексій Замислов, Володимир Ніколаєв, Роман Непомнящий; Актори: Нюша, Ганна Хилькевич, Шура БІ-2, Льова БІ-2;                                    | анімація                      |
| С І Ч Е Н Ь     | 1        | Сьомий син                         | США             | Режисер: Сергій Бодров; Актори: Бен Барнс, Джефф Бріджес, Джуліанн Мур, Алісія Вікандер; | фентезі                       |
| С І Ч Е Н Ь     | 1        | Три богатирі. Хід конем            | Росія           | Режисер: Костянтин Феоктістов; Сценарій: Світлана Саченко, Олександр Боярський; Актори: Сергій Маковецький, Дмитро Нагієв, Гоша Куценко;                                                              | анімація                      |
| С І Ч Е Н Ь     | 1        | Феї: Легенда про Загадкового Звіра | США             | Режисер: Стів Лотер; Актори: Мей Вітман, Люсі Лью, Анжеліка Г'юстон; | анімація                      |
| С І Ч Е Н Ь     | 1        | Чоловік, якого надто сильно любили | Франція         | Режисер: Андре Тешіне; Сценарій: Седрік Анже, Жан-Шарль Ле Ру, Андре Тешіне; Актори: Ґійом Кане, Катрін Денев, Адель Енель;                                                                           | драма                         |
| С І Ч Е Н Ь     | 1        | Що виробляють чоловіки! 2          | Росія           | Режисер: Сарік Андреасян; Сценарій: Таїр Мамедов, Леонід Марголін, Сарік Андреасян; Актори: Таїр Мамедов, Роман Юнусов, Дмитро Кожома;                                                                | комедія                       |
| С І Ч Е Н Ь     | 8        | Ніч у музеї: Секрет гробниці       | США             | Режисер: Шон Леві; Сценарій: Бен Гарант, Томас Леннон; Актори: Бен Стіллер, Робін Вільямс, Овен Вілсон;                                                                                               | комедія                       |
| С І Ч Е Н Ь     | 15       | Ведмеді-сусіди: Зимові канікули    | КНР             | Режисер: Фуюань Лью; Сценарій: Тачі Куї, Цюе Даі, Хюікі Хуан; Актори: Дженні Ен, Брайан Баллок, Доріан Чен;                                                                                           | анімація, комедія             |
| С І Ч Е Н Ь     | 15       | Великі очі                         | США             | Режисер: Тім Бертон; Сценарій: Скотт Александр, Ларрі Карацевські; Актори: Емі Адамс, Крістоф Вальц, Денні Г'юстон;                                                                                   | біографічний, драма           |
| С І Ч Е Н Ь     | 15       | Виклик безодні                     | США             | Режисер: Джон Бруно, Рей Квінт, Ендрю Вайт; Сценарій: Джон Гарвин; Актори: Джеймс Камерон, Френк Лотіто, Лачлан Вудс, Пол Генрі;                                                                      | документальний                |
| С І Ч Е Н Ь     | 15       | Мамочка                            | Канада          | Режисер: Ксав'є Долан; Сценарій: Ксав'є Долан; Актори: Енні Дорвал, Антуан-Олів'є Пілон, Сюзанн Клеман;                                                                                               | драма                         |
| С І Ч Е Н Ь     | 15       | Хакер                              | США             | Режисер: Майкл Манн; Сценарій: Морган Девіс Фол; Актори: Кріс Гемсворт, Віола Девіс; | кримінальний, екшн            |
| С І Ч Е Н Ь     | 15       | Чарівні історії: Еліксир добра     | Україна         | Режисер: Лілія Солдатенко; Сценарій: Лілія Солдатенко; Актори: Володимир Горянський, Олексій Агоп'ян, Олександр Ільвахін;                                                                             | музика, фентезі               |
| С І Ч Е Н Ь     | 22       | Одержимість                        | США             | Режисер: Дам'єн Чазел; Сценарій: Дам'єн Чазел; Актори: Майлз Теллер, Дж. К. Сіммонс, Мелісса Беноіст;                                                                                                 | драма, музика                 |
| С І Ч Е Н Ь     | 22       | Відпадний препод                   | Німеччина       | Режисер: Бора Дагтекін; Сценарій: Бора Дагтекін; Актори: Еліас ЕмБарек, Кароліна Херфурт, Катя Ріман;                                                                                                 | комедія                       |
| С І Ч Е Н Ь     | 22       | Заручниця 3                        | Франція         | Режисер: Олів'є Мегатон; Сценарій: Люк Бессон, Роберт Марк Кемен; Актори: Ліам Нісон, Меггі Грейс, Фамке Янссен, Форест Вітакер;                                                                      | бойовик, кримінальний, трилер |
| С І Ч Е Н Ь     | 22       | Пограбування по-американськи       | ,               | Режисер: Сарік Андреасян; Сценарій: Рауль Інгліс; Актори: Гайден Крістенсен, Едрієн Броді, Джордана Брюстер;                                                                                          | кримінальний, трилер          |
| С І Ч Е Н Ь     | 22       | Пригоди Паддінгтона                | ,               | Режисер: Пол Кінг; Сценарій: Пол Кінг, Геміш Макколл; Актори: Г'ю Бонневілль, Ніколь Кідман, Бен Вішоу, Джордана Брюстер;                                                                             | комедія, сімейний             |
| С І Ч Е Н Ь     | 22       | Фатальна пристрасть                | США             | Режисер: Роб Коен; Сценарій: Барбара Керрі; Актори: Дженніфер Лопес, Райан Гузман, Джон Корбетт; | трилер                        |
| С І Ч Е Н Ь     | 29       | Голі перці                         | США             | Режисер: Скот Армстронг; Сценарій: Скот Армстронг, Майк Гейджермен, Ендрю Воллер; Актори: ТіДжей Міллер, Адам Паллі, Томас Міддлдітч;                                                                 | комедія                       |
| С І Ч Е Н Ь     | 29       | Проєкт «Альманах»                  | США             | Режисер: Дін Ізраелайт; Сценарій: Эндрю Дючман, Джейсон Гаррі Паган; Актори: Джонні Уестон, Софія Блек-Д'Еліа, Джіні Гарднер;                                                                         | фантастика, трилер            |
| С І Ч Е Н Ь     | 29       | Ми тебе любимо, негідник           | Франція         | Режисер: Клод Лелуш; Сценарій: Клод Лелуш, Валері Перрін; Актори: Джонні Голлідей, Сандрін Боннер, Едді Мітчелл;                                                                                      | драма, комедія, мелодрама     |
| С І Ч Е Н Ь     | 29       | Спецзагін: Країна Вітрів           | Італія          | Режисер: Серджо Манфіо; | анімація                      |
| С І Ч Е Н Ь     | 29       | Чорне море                         | Велика Британія | Режисер: Кевін МакДональд; Сценарій: Денніс Келлі; Актори: Джуд Лоу, Скут МакНейрі, Бен Мендельсон;                                                                                                   | пригоди, трилер               |
| С І Ч Е Н Ь     | 29       | Ялинки кудлаті                     | Росія           | Режисер: Максим Свешніков; Сценарій: Вадим Свешніков, Максим Свешніков; Актори: Андрій Мерзлікін, Ян Цапник, Лера Стреляева;                                                                          | комедія                       |
| Л Ю Т И Й       | 5        | Гра в імітацію                     | США             | Режисер: Мортен Тильдум; Сценарій: Грем Мур; Актори: Бенедикт Камбербетч, Кіра Найтлі, Марк Стронг;                                                                                                   | біографія, драма, трилер      |
| Л Ю Т И Й       | 5        | Губка Боб: Життя на суші           | США             | Режисер: Пол Тіббіт, Майк Мітчел; Сценарій: Пол Тіббіт, Стівен Хілленберг, Гленн Бергер; Актори: Антоніо Бандерас, Том Кенні, Сет Грін;                                                               | анімація, комедія, пригоди    |
| Л Ю Т И Й       | 5        | Лофт                               | ,               | Режисер: Ерік Ван Лой; Сценарій: Веслі Стрік, Барт Де Пау; Актори: Карл Урбан, Джеймс Марсден, Вентворт Міллер;                                                                                       | трилер                        |
| Л Ю Т И Й       | 5        | Нескорений                         | США             | Режисер: Анджеліна Джолі; Сценарій: Брати Коен, Річард Лагравенезе, Вільям Ніколсон; Актори: Джек О'Коннелл, Домналл Глісон, Гаррет Хедлунд;                                                          | біографія, драма, військовий  |
| Л Ю Т И Й       | 5        | Приниження                         | США             | Режисер: Баррі Левінсон; Сценарій: Бак Генрі, Михал Зебеде; Актори: Аль Пачіно, Даян Віст, Гаррет Хедлунд;                                                                                            | драма, комедія                |
| Л Ю Т И Й       | 5        | Розлучення по-французьки           | ,               | Режисер: Дороті Себба; Сценарій: Фанни Шенель, Дороті Себба; Актори: Джеральдін Накаш, Кім Россі Стюарт, Паскаль Демолон;                                                                             | мелодрама, комедія            |
| Л Ю Т И Й       | 12       | Kingsman: Таємна служба            | Велика Британія | Режисер: Меттью Вон; Сценарій: Джейн Голдман, Меттью Вон, Марк Міллар; Актори: Колін Ферт, Семюел Л. Джексон, Майкл Кейн;                                                                             | екшн, комедія                 |
| Л Ю Т И Й       | 12       | Жінка на подвір'ї                  | Франція         | Режисер: П'єр Сальвадорі; Сценарій: П'єр Сальвадорі, Девід Коломбо Леотард; Актори: Катрін Деньов, Гюстав де Керверн;                                                                                 | драма, мелодрама              |
| Л Ю Т И Й       | 12       | П'ятдесят відтінків сірого         | США             | Режисер: Сем Тейлор-Вуд; Сценарій: Келлі Марсел; Актори: Джеймі Дорнан, Дакота Джонсон, Дженніфер Елі;                                                                                                | драма, мелодрама              |
| Л Ю Т И Й       | 19       | 12 місяців. Нова казка             | Росія           | Режисер: Денис Елеонський; Сценарій: Денис Елеонський; Актори: Сергій Друзьяк, Антон Юр'єв, Анастасія Мельникова;                                                                                     | фентезі                       |
| Л Ю Т И Й       | 19       | Гарячі штучки                      | США             | Режисер: Крістофер Робін Гуд; Сценарій: Крістофер Робін Гуд; Актори: Майкл Медсен, Фріда Шоу, Аріана Мадікс;                                                                                          | кримінал                      |
| Л Ю Т И Й       | 19       | Любов — це ідеальний злочин        | ,               | Режисер: Арно і Жан-Марі Лар'є; Сценарій: Арно і Жан-Марі Лар'є; Актори: Матьє Амальрік, Карін Віар, Майвенн;                                                                                         | драма, мелодрама              |
| Л Ю Т И Й       | 19       | Підводна країна чудес              | КНР             | Режисер: Цзяньрон Ву, Леон Дінг; | анімація                      |
| Л Ю Т И Й       | 19       | Стівен Гокінг: Теорія всього       | Велика Британія | Режисер: Джеймс Марш; Сценарій: Ентоні МакКартен; Актори: Едді Редмейн, Фелісіті Джонс, Максін Пік, Чарлі Кокс;                                                                                       | біографія, драма              |
| Л Ю Т И Й       | 19       | Убити посланця                     | США             | Режисер: Майкл Куеста; Сценарій: Ентоні МакКартен; Актори: Джеремі Реннер, Рей Ліотта, Беррі Пеппер;                                                                                                  | трилер, детектив              |
| Л Ю Т И Й       | 19       | Шрам                               | ,               | Режисер: Фатіх Акін; Сценарій: Фатіх Акін, Мардік Мартін; Актори: Тахар Рахім, Саймон Абкаріан, Макрам Хурі;                                                                                          | драма                         |
| Л Ю Т И Й       | 26       | Barbie: Суперпринцеса              | США             | Режисер: Зік Нортон; Сценарій: Марша Гріффін; Актори: Бріттні Ірвін, Майкл Копса, Келлі Шерідан; | анімація                      |
| Л Ю Т И Й       | 26       | Еверлі                             | США             | Режисер: Джо Лінч; Сценарій: Йейл Геннон, Джо Лінч; Актори: Сальма Гайєк, Хіроюкі Ватанабе, Лаура Сепеда;                                                                                             | екшн, трилер                  |
| Л Ю Т И Й       | 26       | Занесло                            | ,               | Режисер: Еміліс Велівіс; Сценарій: Йонас Баніс, Л'юїс Брітнелл, Еміліс Велівіс; Актори: Вінні Джонс, Скот Вільямс, Гіл Дарнелл;                                                                       | комедія, кримінал             |
| Л Ю Т И Й       | 26       | Книга життя                        | США             | Режисер: Хорхе Гутьеррез; Сценарій: Хорхе Гутьеррез, Дуглас Лангдейл; Актори: Дієго Луна, Зої Салдана, Ченнінг Татум;                                                                                 | анімація                      |
| Л Ю Т И Й       | 26       | Кривава леді Баторі                | ,               | Режисер: Андрій Конст; Сценарій: Меттью Джейкобс; Актори: Світлана Ходченкова, Павло Деревянко, Ада Кондееску;                                                                                        | трилер                        |
| Л Ю Т И Й       | 26       | Люби мене                          | ,               | Режисер: Марина Ер Горбач, Мехмет Бахадир Ер; Сценарій: Марина Ер Горбач, Мехмет Бахадир Ер; Актори: Усхан Чакир, Вікторія Спесивцева, Гувен Кірак;                                                   | драма, мелодрама              |
| Л Ю Т И Й       | 26       | Мисливець на лисиць                | США             | Режисер: Беннет Міллер; Сценарій: Е. Макс Фрай, Ден Футтерман; Актори: Стів Керелл, Ченнінг Татум, Марк Руффало;                                                                                      | драма                         |
| Л Ю Т И Й       | 26       | ОЕ.20 Live in Kyiv                 | Україна         | Режисер: Сергій Шалигін; | концерт                       |
| Л Ю Т И Й       | 26       | Простушка                          | США             | Режисер: Ері Сандел; Сценарій: Джош А. Кеган; Актори: Белла Торн, Роббі Амелл, Мей Вітман; | комедія                       |
| Б Е Р Е З Е Н Ь | 5        | Духless 2                          | Росія           | Режисер: Роман Пригунов; Сценарій: Сергій Мінаєв, Михаило Ідов, Фуад Ібрагімбеков; Актори: Даніла Козловський, Марія Андрєєва, Мілош Біковіч;                                                         | драма                         |
| Б Е Р Е З Е Н Ь | 5        | Зільс-Марія                        | ,               | Режисер: Олів'є Ассаяс; Сценарій: Олів'є Ассаяс; Актори: Жульєт Бінош, Крістен Стюарт, Хлоя Грейс Морец;                                                                                              | саркастична драма             |
| Б Е Р Е З Е Н Ь | 12       | Робот на ім'я Чаппі                | США             | Режисер: Нілл Блумкамп; Сценарій: Нілл Блумкамп, Террі Тетчел; Актори: Шарлто Коплі, Г'ю Джекмен, Дев Пател, Хосе Пабло Кантилена;                                                                    | наукова фантастика            |
| Б Е Р Е З Е Н Ь | 19       | Інсургент                          | США             | Режисер: Роберт Швентке; Сценарій: Аківа Голдсман; Актори: Шейлін Вудлі, Тео Джеймс, Ансель Елгорт, Майлз Теллер, Октавія Спенсер;                                                                    | фантастичний бойовик          |
| Б Е Р Е З Е Н Ь | 26       | Все палає                          | Україна         | Режисер: Олександр Течинський; | документальний                |

### Квітень— Червень
| Прем'єра      | Прем'єра | Назва                       | Країна  | Творці й актори | Жанр                       |
| ------------- | -------- | --------------------------- | ------- | --- | -------------------------- |
| К В І Т Е Н Ь | 2        | Форсаж 7                    | США     | Режисер: Джеймс Ван; Сценарій: Кріс Морган, Гарі Скотт Томпсон; Актори: Він Дізель, Пол Вокер, Двейн Джонсон, Джейсон Стейтем                                                              | кримінальний бойовик       |
| К В І Т Е Н Ь | 2        | Незламна                    | ,       | Режисер: Сергій Мокрицький; Сценарій: Максим Бударін, Єгор Олесов, Максим Данькевич, Леонід Корін; Актори: Юлія Пересільд, Євген Циганов, Микита Тарасов, Джоан Блекгем, Віталій Лінецький | військовий, біографічний   |
| К В І Т Е Н Ь | 16       | Ex Machina                  | ,       | Режисер: Алекс Ґарленд; Сценарій: Алекс Ґарленд; Актори: Домналл Глісон, Оскар Айзек, Алісія Вікандер, Соноя Мідзуно                                                                       | фантастика                 |
| К В І Т Е Н Ь | 16       | Смертельно живий            | Україна | Режисер: Максим Стецков; Сценарій: Максим Стецков; Актори: Максим Стецков, Вікторія Варлей, Олександр Герелес, Олег Примогенов, В'ячеслав Довженко                                         | драматичний трилер         |
| К В І Т Е Н Ь | 16       | Моя русалка, моя Лореляй    | ,       | Режисер: Нана Джорджадзе; Актори: Катерина Молчанова, Олег Скрипка, Євген Риба, Михаїл Штейншнайдер, В'ячеслав Хахалкін                                                                    | мелодрама                  |
| К В І Т Е Н Ь | 23       | Месники: Ера Альтрона       | США     | Режисер: Джосс Відон; Сценарій: Джосс Відон; Актори: Роберт Дауні-молодший, Кріс Гемсворт, Марк Руффало, Кріс Еванс, Скарлетт Йоганссон                                                    | супергеройський бойовик    |
| К В І Т Е Н Ь | 23       | До Парижа, як до неба пішки | США     | Режисер: Саймон Гелберґ; Сценарій: Саймон Гелберґ;Актори: Саймон Гелберґ, Меґґі Ґрейс, Мелані Лінскі, Закарі Квінто, Альфред Моліна                                                        | романтична комедія         |
| К В І Т Е Н Ь | 30       | А зорі тут тихі             | Росія   | Режисер: Ренат Давлетьяров; Сценарій: Юрій Коротков, Артем Віткін, Ренат Давлетьяров; Актори: Петро Федоров, Анастасія Мікульчина, Євгенія Малахова, Христина Асмус                        | військова драма            |
| Т Р А В Е Н Ь | 7        | Фокус                       | США     | Режисер: Гленн Фікарра, Джон Рекуа; Сценарій: Гленн Фікарра, Джон Рекуа; Актори: Вілл Сміт, Марго Роббі, Родріго Санторо                                                                   | кримінальна трагікомедія   |
| Т Р А В Е Н Ь | 14       | Шалений Макс: Дорога гніву  | ,       | Режисер: Джордж Міллер; Сценарій: Джордж Міллер, Брендан МакКарті, Ніко Латурі; Актори: Том Гарді, Шарліз Терон, Ніколас Голт, Роузі Гантінгтон-Вайтлі, Райлі Кіо                          | постапокаліптичний бойовик |
| Т Р А В Е Н Ь | 21       | Земля майбутнього           | США     | Режисер: Бред Берд; Сценарій: Деймон Лінделоф, Бред Берд; Актори: Джордж Клуні, Брітт Робертсон, Г'ю Лорі                                                                                  | фантастичний бойовик       |
| Т Р А В Е Н Ь | 28       | Сан-Андреас                 | США     | Режисер: Бред Пейтон; Сценарій: Карлтон К'юз; Актори: Дуейн Джонсон, Карла Гуджино, Олександра Даддаріо                                                                                    | фільм-катастрофа           |
| Ч Е Р В Е Н Ь | 4        | Піднесення Юпітер           | США     | Режисер: Вачовскі; Сценарій: Вачовскі; Актори: Міла Куніс, Ченнінг Татум, Шон Бін, Едді Редмейн                                                                                            | фантастичний бойовик       |
| Ч Е Р В Е Н Ь | 4        | Шпигунка                    | США     | Режисер: Пол Фіг; Сценарій: Пол Фіг; Актори: Меліса Маккарті, Джейсон Стейтем, Роуз Бірн, Боббі Каннавале, Джуд Лоу                                                                        | шпигунська комедія         |
| Ч Е Р В Е Н Ь | 11       | Світ Юрського періоду       | США     | Режисер: Колін Треворров; Сценарій: Рік Джаффа, Аманда Сільвер, Колін Треворров, Дерек Конноллі, Майкл Крайтон; Актори: Кріс Пратт, Джуді Грір, Брайс Даллас Ховард, Лорен Лапкус          | фантастичні пригоди        |
| Ч Е Р В Е Н Ь | 18       | Полтергейст                 | США     | Режисер: Гіл Кенан; Сценарій: Девід Ліндсі-Ебейр; Актори: Сем Роквелл, Розмарі ДеВітт, Джаред Гарріс, Джейн Адамс                                                                          | жахіття                    |
| Ч Е Р В Е Н Ь | 18       | Ґанмен                      | ,       | Режисер: П'єр Морель; Сценарій: Жан-Патрік Маншетт, Дон Макферсон, Піт Тревіс, Шон Пенн; Актори: Шон Пенн, Жазмін Трінка, Рей Вінстон, Петер Францен                                       | гостросюжетний бойовик     |
| Ч Е Р В Е Н Ь | 25       | Третій зайвий 2             | США     | Режисер: Сет Макфарлейн; Сценарій: Сет Макфарлейн, Валлеслі Вайлд, Алек Салкін; Актори: Марк Волберг, Сет МакФарлейн, Аманда Сейфрід, Джессіка Барт, Джованні Рібізі                       | комедія                    |

### Липень— Вересень
| Прем'єра        | Прем'єра | Назва                                          | Країна    | Творці й актори | Жанр                           |
| --------------- | -------- | ---------------------------------------------- | --------- | --- | ------------------------------ |
| Л И П Е Н Ь     | 2        | Термінатор: Генезис                            | США       | Режисер: Алан Тейлор; Сценарій: Патрік Люссьє, Лаета Калогрідіс; Актори: Емілія Кларк, Арнольд Шварценеггер, Джейсон Кларк, Джай Кортні, Джонатан Сіммонс                             | фантастичний бойовик           |
| Л И П Е Н Ь     | 2        | Подалі від шаленої юрми                        | ,         | Режисер: Томас Вінтерберґ; Сценарій: Девід Ніколлс; Актори: Кері Малліган, Маттіас Шонартс, Майкл Шин, Том Старрідж, Джуно Темпл                                                      | романтична драма               |
| Л И П Е Н Ь     | 9        | День Дракона                                   | США       | Режисер: Джеффрі Тревіс; Сценарій: Джеффрі Тревіс, Метт Паттерсон; Актори: Етан Флавер, Аса Валландер, Дженн Готяон, Елой Мендес, Надія Лаубах                                        | постапокаліптична драма        |
| Л И П Е Н Ь     | 9        | Посіпаки                                       | США       | Режисер: П'єр Соффін, Кайл Балда; Сценарій: Браян Лінч; Актори: Сандра Буллок, Джон Хемм, Хіроюкі Санада, П'єр Соффін, Кріс Ренауд                                                    | анімація, комедія              |
| Л И П Е Н Ь     | 16       | Людина-мураха                                  | США       | Режисер: Пейтон Рід; Сценарій: Адам МакКей, Пол Радд; Актори: Пол Радд, Еванджелін Ліллі, Корі Столл, Боббі Каннавале, Майкл Пенья                                                    | супергеройський бойовик        |
| Л И П Е Н Ь     | 16       | Щоденник покоївки                              | ,         | Режисер: Бенуа Жако; Сценарій: Бенуа Жако, Гелен Зіммер; Актори: Леа Сейду, Венсан Ліндон, Клотильда Молле, Ерве П'єр                                                                 | драма                          |
| Л И П Е Н Ь     | 16       | Цей незручний момент                           | Франція   | Режисер: Жан-Франсуа Ріше; Сценарій: Жан-Франсуа Ріше, Ліза Азуелос; Актори: Венсан Кассель, Франсуа Клюзе, Лола Ле Ланн                                                              | комедія                        |
| Л И П Е Н Ь     | 23       | Пікселі                                        | США       | Режисер: Кріс Коламбус; Сценарій: Тімоті Даулінг, Тім Херліхі; Актори: Адам Сендлер, Кевін Джеймс, Мішель Монаган, Пітер Дінклейдж, Джош Гад                                          | фантастика                     |
| Л И П Е Н Ь     | 30       | Шульга, також Лівша                            | США       | Режисер: Антуан Фукуа; Сценарій: Курт Саттер; Актори: Джейк Джилленгол, Форест Вітакер, Рейчел Мак-Адамс, Наомі Гарріс, Віктор Ортіс                                                  | спортивна драма                |
| Л И П Е Н Ь     | 30       | Антураж                                        | США       | Режисер: Даґ Еллін; Сценарій: Даґ Еллін; Актори: Кевін Конноллі, Адріан Ґреньє, Кевін Діллон, Джеррі Феррара, Джеремі Півен                                                           | комедія                        |
| С Е Р П Е Н Ь   | 6        | Стерв'ятник, також Стрінгер                    | США       | Режисер: Ден Гілрой; Сценарій: Ден Гілрой; Актори: Джейк Джилленгол, Рене Руссо, Різ Ахмед, Білл Пекстон                                                                              | кримінальний трилер            |
| С Е Р П Е Н Ь   | 6        | Місія нездійсненна: Нація ізгоїв               | США       | Режисер: Крістофер Маккворрі; Сценарій: Крістофер Маккворрі, Брюс Геллер; Актори: Том Круз, Джеремі Реннер, Саймон Пегг, Алек Болдвін, Шон Гарріс, Ребекка Фергюсон                   | шпигунський бойовик            |
| С Е Р П Е Н Ь   | 13       | Агенти U.N.C.L.E.                              | США       | Режисер: Гай Річі; Сценарій: Гай Річі, Ліонель Віґрем; Актори: Генрі Кавілл, Армі Гаммер, Алісія Вікандер, Елізабет Дебіцкі, Джаред Гарріс                                            | шпигунський комедійний бойовик |
| С Е Р П Е Н Ь   | 13       | Подарунок                                      | ,         | Режисер: Джоел Едґертон; Сценарій: Джоел Едґертон; Актори: Джейсон Бейтман, Ребекка Голл, Джоел Едґертон, Тім Ґріффін, Еллісон Толмен                                                 | трилер                         |
| С Е Р П Е Н Ь   | 13       | Хто я — жодна система не є безпечною           | Німеччина | Режисер: Баран бо Одар; Сценарій: Янтє Фрізе, Баран бо Одар; Актори: Том Шилінг, Еліас М'Барек, Ганна Герцшпрунг, Вотан Вільке Мерінг, Антуан Моно-молодший, Тріне Дюргольм           | Кібер-трилер                   |
| С Е Р П Е Н Ь   | 20       | Фантастична четвірка                           | США       | Режисер: Джош Тренк; Сценарій: Саймон Кінберґ, Джеремі Слейтер, Джош Тренк; Актори: Майлз Теллер, Майкл Б. Джордан, Кейт Мара, Джеймі Белл, Тобі Кеббелл                              | супергеройський бойовик        |
| С Е Р П Е Н Ь   | 20       | Дівчина без комплексів                         | США       | Режисер: Джадд Апатов; Сценарій: Емі Шумер; Актори: Емі Шумер, Білл Гейдер, Брі Ларсон, Тільда Свінтон, Колін Квінн                                                                   | комедія                        |
| С Е Р П Е Н Ь   | 27       | Молода кров                                    | Франція   | Режисер: Еммануель Берко; Сценарій: Еммануель Берко, Марсія Романо; Актори: Катрін Деньов, Род Парадо, Бенуа Мажимель                                                                 | драма                          |
| С Е Р П Е Н Ь   | 27       | Ультраамериканці                               | США       | Режисер: Німа Нурізаде; Сценарій: Макс Лендіс; Актори: Джессі Айзенберг, Крістен Стюарт, Тофер Ґрейс, Конні Бріттон, Волтон Ґоґґінс                                                   | комедійний бойовик             |
| С Е Р П Е Н Ь   | 27       | Канікули                                       | США       | Режисер: Джонатан Ґолдштейн, Джон Френсіс Делі; Сценарій: Джонатан Ґолдштейн і Джон Френсіс Делі; Актори: Ед Гелмс, Крістіна Епплгейт, Скайлер Джізондо, Стіл Стеббинс, Кріс Гемсворт | пригодницька комедія           |
| В Е Р Е С Е Н Ь | 3        | Хітмен: Агент 47                               | ,         | Режисер: Александер Бах; Сценарій: Скіп Вудс, Майкл Фінч; Актори: Руперт Френд, Ханна Вер, Закарі Квінто, Кіарен Гайндс, Томас Кречманн                                               | бойовик                        |
| В Е Р Е С Е Н Ь | 3        | Таксі                                          | Іран      | Режисер: Джафар Панагі; Сценарій: Джафар Панагі; Актори: Джафар Панагі, Гана Саеіді                                                                                                   | драма                          |
| В Е Р Е С Е Н Ь | 10       | Перевізник: Спадщина                           | ,         | Режисер: Каміль Деламарр; Сценарій: Люк Бессон, Білл Колаж, Адам Купер; Актори: Ед Скрейн, Лоан Чабанол, Рей Стівенсон, Ленн Кудрявіцкі, Раша Буквич                                  | бойовик                        |
| В Е Р Е С Е Н Ь | 17       | Той, що біжить лабіринтом: Випробування вогнем | США       | Режисер: Вес Болл; Сценарій: Т. С. Наулін; Актори: Ділан О'Браєн, Томас Броді-Санґстер, Гі Хон Лі, Роза Салазар, Кая Скоделаріо                                                       | фантастичний бойовик           |
| В Е Р Е С Е Н Ь | 17       | Казка казок                                    | ,         | Режисер: Маттео Ґарроне; Сценарій: Маттео Ґарроне, Едоардо Албінаті, Уго Чіті, Массімо Гаудіозо; Актори: Сельма Хаєк, Джон Сі Рейлі, Венсан Кассель                                   | фентезійна мелодрама           |
| В Е Р Е С Е Н Ь | 24       | Стажер                                         | США       | Режисер: Ненсі Мейєрс; Сценарій: Ненсі Мейєрс; Актори: Роберт де Ніро, Енн Гетевей, Рене Руссо, Адам ДеВін, Рейд Скотт                                                                | комедія                        |
| В Е Р Е С Е Н Ь | 24       | Еверест                                        | ,         | Режисер: Балтасар Кормакур; Сценарій: Вільям Ніколсон, Саймон Бофой; Актори: Джейсон Кларк, Джейк Джилленгол, Джош Бролін, Джон Гоукс, Сем Вортінгтон                                 | біографічний трилер            |
| В Е Р Е С Е Н Ь | 24       | Брати. Остання сповідь                         | Україна   | Режисер: Вікторія Трофіменко; Сценарій: Вікторія Трофіменко; Актори: Наталія Половинка, Віктор Демерташ, Олег Мосійчук, Роман Луцький, Микола Береза                                  | драма                          |

### Жовтень— Грудень
| Прем'єра        | Прем'єра | Назва                                  | Країна                            | Творці й актори | Жанр                         |
| --------------- | -------- | -------------------------------------- | --------------------------------- | --- | ---------------------------- |
| Ж О В Т Е Н Ь   | 1        | Хороше вбивство                        | США                               | Режисер: Ендрю Нікол; Сценарій: Ендрю Нікол; Актори: Ітан Гоук, Дженьюері Джонс, Зої Кравіц, Джейк Абель, Брюс Грінвуд                                                                                    | драматичний трилер           |
| Ж О В Т Е Н Ь   | 1        | Загублене місто                        | Україна                           | Режисер: Віталій Потрух; Сценарій: Віталій Потрух; Актори: Андрій Джеджула, Сергій Романюк, Ірина Новак, Валерій Легін, Дмитро Лінартович, Євген Капорін, Костянтин Лінартович, Олексій Колеснік          | драматичний трилер           |
| Ж О В Т Е Н Ь   | 1        | Легенда                                | ,                                 | Режисер: Браян Гельґеланд; Сценарій: Браян Гельґеланд; Актори: Том Гарді, Емілі Браунінг, Крістофер Екклстон, Тарон Еґертон, Пол Беттані                                                                  | біографічний трилер          |
| Ж О В Т Е Н Ь   | 1        | Немає виходу                           | США                               | Режисер: Джон Ерік Даудл; Сценарій: Джон Ерік Даудл, Дрю Даудл; Актори: Овен Вілсон, Лейк Белл, Стерлінґ Джерінс, Клер Ґір, Пірс Броснан                                                                  | бойовик, трилер              |
| Ж О В Т Е Н Ь   | 8        | Марсіянин                              | США                               | Режисер: Рідлі Скотт; Сценарій: Дрю Годдард; Актори: Метт Деймон, Джессіка Честейн, Крістен Віг, Джефф Деніелс, Майкл Пенья, Кейт Мара, Шон Бін                                                           | наукова фантастка            |
| Ж О В Т Е Н Ь   | 8        | Пен: Подорож до Небувалії              | США · Велика Британія · Австралія | Режисер: Джо Райт; Сценарій: Джейсон Фукс; Актори: Леві Міллер, Г'ю Джекмен, Ґаррет Гедлунд | пригодницьке сімейне фентезі |
| Ж О В Т Е Н Ь   | 15       | Любов 3D                               | ,                                 | Режисер: Гаспар Ное; Сценарій: Гаспар Ное; Актори: Карл Ґлусман, Аомі Муйок, Клара Крістін, Ґаспар Ное | еротична драма               |
| Ж О В Т Е Н Ь   | 15       | Прогулянка висотою                     | США                               | Режисер: Роберт Земекіс; Сценарій: Крістофер Браун і Роберт Земекіс; Актори: Джозеф Гордон-Левітт, Бен Кінґслі, Джеймс Бедж Дейл, Бен Шварц, Стів Валентайн, Шарлотта Лебон                               | біографічна драма            |
| Ж О В Т Е Н Ь   | 15       | Багряний пік                           | США                               | Режисер: Гільєрмо дель Торо; Сценарій: Гільєрмо дель Торо і Метью Роббінс; Актори: Міа Васіковська, Джессіка Честейн, Том Гіддлстон, Чарлі Ганнем, Джим Бівер                                             | фільм жахіть                 |
| Ж О В Т Е Н Ь   | 22       | Паранормальне явище: Примарний світ    | США                               | Режисер: Ґреґорі Плоткін; Сценарій: Джейсон Пеґан, Ендрю Дойчман, Адам Робітель, Ґевін Геффернан; Актори: Кріс Дж. Мюррей, Брит Шоу, Ден Ґілл, Айві Джордж, Кеті Фетерстон                                | фільм жахіть                 |
| Ж О В Т Е Н Ь   | 22       | Монстри на канікулах 2                 | США                               | Режисер: Дженнді Тартаковський; Сценарій: Роберт Шміґель, Адам Сендлер; Озвучення: Адам Сендлер, Енді Семберґ, Селена Ґомес, Кевін Джеймс, Стів Бушемі                                                    | анімація, сімейна комедія    |
| Ж О В Т Е Н Ь   | 29       | Гетьман                                | Україна                           | Режисер: Валерій Ямбурський; Сценарій: Віктор Веретенников; Актори: Костянтин Лінартович, Фатіма Горбенко, Сергій Калантай, Станіслав Лозовський, Наталя Кобізька                                         | історична драма              |
| Ж О В Т Е Н Ь   | 29       | Чорна меса                             | США                               | Режисер: Скотт Купер; Сценарій: Джез Баттерворт, Марк Меллаук; Актори: Джонні Депп, Джоел Едґертон, Бенедикт Камбербетч, Дакота Джонсон, Кевін Бейкон                                                     | кримінальний                 |
| Ж О В Т Е Н Ь   | 29       | Останній мисливець на відьом           | США                               | Режисер: Брек Ейснер; Сценарій: Корі Ґудмен, Метт Сазама, Берк Шарплесс; Актори: Він Дізель, Роуз Леслі, Елайджа Вуд, Майкл Кейн                                                                          | фентезі                      |
| Ж О В Т Е Н Ь   | 29       | Юність                                 | , , ,                             | Режисер: Паоло Соррентіно; Сценарій: Паоло Соррентіно; Актори: Майкл Кейн, Харві Кейтель, Рейчел Вайс, Пол Дано, Джейн Фонда                                                                              | драма                        |
| Л И С Т О П А Д | 5        | Фенікс                                 | ,                                 | Режисер: Крістіан Петцольд; Сценарій: Крістіан Петцольд і Харун Фарокі; Ролі: Ніна Госс, Рональд Церфельд, Ніна Кунцендорф, Міхаель Мертенс, Імоґен Коґґе                                                 | драма                        |
| Л И С Т О П А Д | 5        | Переполох у джунглях                   | Мексика                           | Режисер: Тадонг Пак, Маурісіо Де ла Орта; Сценарій: Маурісіо де ла Орта, Джонні Гартменн, Жан Дюбуа Морфін, Бред Шрайбер, Зак Стросс; Озвучення: Дрейк Белл, Джессіка Ді Чікко, Бріанн Брозі, Роб Шнайдер | анімація, пригоди            |
| Л И С Т О П А Д | 5        | Подія                                  | ,                                 | Режисер: Сергій Лозниця; Сценарій: Сергій Лозниця | документальний               |
| Л И С Т О П А Д | 5        | Рок на Сході                           | США                               | Режисер: Баррі Левінсон; Сценарій: Мітч Ґлейзер; Актори: Білл Мюррей, Брюс Вілліс, Кейт Гадсон, Зоуї Дешанел, Денні Макбрайд                                                                              | музична кінокомедія          |
| Л И С Т О П А Д | 6        | 007: Спектр                            | Велика Британія                   | Режисер: Сем Мендес; Сценарій: Джон Логан, Ніл Парвіс, Роберт Вейд; Актори: Деніел Крейґ, Крістоф Вальц, Леа Сейду, Моніка Беллуччі, Ральф Файнс                                                          | шпигунський бойовик          |
| Л И С Т О П А Д | 12       | Зелене пекло                           | ,                                 | Режисер: Елай Рот; Сценарій: Елай Рот, Гільєрмо Амоедо; Актори: Лоренца Іззо, Аріель Леві, Аарон Барнс, Кірбі Блісс Блентон                                                                               | жахіття                      |
| Л И С Т О П А Д | 12       | Пісня пісень                           | Україна                           | Режисер: Єва Нейман; Сценарій: Єва Нейман; Актори: Аріна Постолова-Тігіпко, Арсеній Семенов, Карен Бадалов, Віталіна Біблів                                                                               | драма                        |
| Л И С Т О П А Д | 12       | Стів Джобс                             | США                               | Режисер: Денні Бойл; Сценарій: Аарон Соркін; Актори: Майкл Фассбендер, Кейт Вінслет, Сет Роген, Джефф Деніелс                                                                                             | біографічна драма            |
| Л И С Т О П А Д | 12       | Хто там?                               | ,                                 | Режисер: Елай Рот; Сценарій: Гільєрмо Амоедо, Ніколас Лопес, Елай Рот; Актори: Кіану Рівз, Ігнасія Алламанд, Лоренца Іззо, Ана де Армас, Аарон Барнс                                                      | трилер                       |
| Л И С Т О П А Д | 19       | Голодні ігри: Переспівниця. Частина ІІ | США                               | Режисер: Френсіс Лоуренс; Сценарій: Денні Стронґ і Пітер Крейґ; Актори: Дженніфер Лоуренс, Елізабет Бенкс, Джуліанна Мур, Ліам Гемсворт, Сем Клафлін                                                      | пригодницька фантастика      |
| Л И С Т О П А Д | 19       | Секрет у їхніх очах                    | США                               | Режисер: Біллі Рей; Сценарій: Біллі Рей; Актори: Джулія Робертс, Ніколь Кідман, Чіветель Еджифор, Майкл Келлі                                                                                             | детективний трилер           |
| Л И С Т О П А Д | 19       | Все як ти захочеш                      | ,                                 | Режисер: Террі Джонс; Сценарій: Террі Джонс і Ґевін Скотт; Актори: Саймон Пегг, Кейт Бекінсейл, Санджів Баскар, Роб Ріґґл, Роберт Батерст                                                                 | фантастична комедія          |
| Л И С Т О П А Д | 26       | Віктор Франкенштейн                    | США                               | Режисер: Пол МакҐіґен; Сценарій: Макс Лендіс; Актори: Джеймс Макевой, Деніел Редкліфф, Джессіка Браун Фіндлей, Ендрю Скотт, Марк Гатісс                                                                   | жахіття                      |
| Л И С Т О П А Д | 26       | Сікаріо                                | США                               | Режисер: Дені Вільньов; Сценарій: Тейлор Шерідан; Актори: Емілі Блант, Бенісіо дель Торо, Джош Бролін, Джон Бернтал                                                                                       | кримінальний трилер          |
| Л И С Т О П А Д | 26       | Макбет                                 | ,                                 | Режисер: Джастін Курзель; Сценарій: Джейкоб Коскофф, Майкл Леслі і Тодд Луїзо; Актори: Майкл Фассбендер, Маріон Котіяр, Педді Консідайн, Шон Гарріс, Джек Рейнор                                          | військова драма              |
| Л И С Т О П А Д | 26       | Маленький принц                        | Франція                           | Режисер: Марк Осборн; Сценарій: Ірена Брігналл, Боб Персічетті; Актори: Маккензі Фой, Джефф Бріджес, Рейчел Мак-Адамс, Райлі Осборн                                                                       | анімація, фентезі            |
| Г Р У Д Е Н Ь   | 3        | Міст шпигунів                          | США                               | Режисер: Стівен Спілберг; Сценарій: Метт Чарман, Ітан Коен, Джоел Коен; Актори: Том Генкс, Марк Райленс, Емі Раян, Алан Алда, Остін Стоувелл                                                              | драматичний трилер           |
| Г Р У Д Е Н Ь   | 3        | У серці моря                           | США                               | Режисер: Рон Говард; Сценарій: Чарльз Лівітт; Актори: Кріс Гемсворт, Бенджамін Вокер, Кілліан Мерфі, Том Голланд, Бен Вішоу                                                                               | пригодницький екшн           |
| Г Р У Д Е Н Ь   | 3        | По той бік                             | Україна                           | Режисер: Олександр Литвиненко; Сценарій: Олександр Литвиненко; Актори: Поліна Джакаєва, Ірина Шут, Роман Мацюта, Іван Шевчук, Василь Русанов                                                              | містичний трилер             |
| Г Р У Д Е Н Ь   | 3        | Надновий заповіт                       | ,                                 | Режисер: Жако Ван Дормель; Сценарій: Жако Ван Дормель і Томас Ганзіг; Актори: Бенуа Пульворд, Пілі Груан, Катрін Денев, Франсуа Дам'єн, Йоланда Моро                                                      | комедія                      |
| Г Р У Д Е Н Ь   | 10       | Біля моря                              | США                               | Режисер: Анджеліна Джолі Пітт; Сценарій: Анджеліна Джолі Пітт; Актори: Бред Пітт, Анджеліна Джолі Пітт, Мелані Лоран, Нільс Ареструп                                                                      | драма                        |
| Г Р У Д Е Н Ь   | 10       | Полювання на монстра                   | ,                                 | Режисер: Раман Хуї; Сценарій: Алан Юень; Актори: Бай Байхе, Цзин Боран, Цзян Ву, Елейн Джин | пригодницьке фентезі         |
| Г Р У Д Е Н Ь   | 10       | Вікторія                               | Німеччина                         | Режисер: Себастьян Шиппер; Сценарій: Олівія Неергаард-Холм, Себастьян Шиппер і Айке Фредерік Шульц; Актори: Лая Коста, Фредерік Лау, Франц Роговскі, Макс Мауфф, Бурак Їгит, Андре Генніке                | кримінальний трилер          |
| Г Р У Д Е Н Ь   | 10       | Ігри чемпіонів                         | США                               | Режисер: Едвард Цвік; Сценарій: Стівен Найт, Стівен Дж. Рівел, Крістофер Вілкінсон; Актори: Тобі Магуайр, Пітер Сарсгаард, Лів Шрайбер, Майкл Сталберг, Лілі Рабе                                         | біографічна драма            |
| Г Р У Д Е Н Ь   | 17       | Зоряні війни: Пробудження Сили         | США                               | Режисер: Дж. Дж. Абрамс; Сценарій: Дж. Дж. Абрамс і Лоуренс Кездан; Актори: Джон Боєга, Дейзі Рідлі, Адам Драйвер, Оскар Айзек, Енді Серкіс                                                               | космічна опера               |
| Г Р У Д Е Н Ь   | 17       | Узгодженість, також Зв'язок            | ,                                 | Режисер: Джеймс Ворд Біркіт; Сценарій: Джеймс Ворд Біркіт і Алекс Манугіан; Актори: Емілі Балдоні, Морі Стерлінг, Ніколас Брендон, Елізабет Грейс                                                         | фантастичний трилер          |
| Г Р У Д Е Н Ь   | 24       | Крампус: викрадач Різдва               | США                               | Режисер: Майкл Догерті; Сценарій: Тодд Кейсі, Майкл Догерті, Зак Шилдс; Актори: Адам Скотт, Тоні Коллетт, Девід Кокнер, Еллісон Толмен, Кончата Феррелл                                                   | новорічна комедія-фентезі    |
| Г Р У Д Е Н Ь   | 24       | Снупі та Чарлі Браун: Дрібнота у кіно  | США                               | Режисер: Стів Мартіно; Сценарій: Браян Шульц, Крейґ Шульц, Корнеліус Юліано; Актори: Ноа Шнепп, Білл Мелендес                                                                                             | анімація, комедія            |
| Г Р У Д Е Н Ь   | 24       | Хвиля                                  | Норвегія                          | Режисер: Роар Утхауг; Сценарій: Юн Коре Роке, Гаральд Розенлов-Еег; Актори: Крістоффер Йонер, Томас Бо Ларсен, Фрідтьов Сохейм, Ені Даль Торп, Йонас Гофф Офтебро                                         | драматичний трилер           |
| Г Р У Д Е Н Ь   | 31       | Страшилки                              | США                               | Режисер: Роб Леттерман; Сценарій: Даррен Лемке; Актори: Джек Блек, Одейя Раш, Ділан Міннетт, Гелстон Сейдж, Кен Маріно                                                                                    | комедійне фентезі            |
| Г Р У Д Е Н Ь   | 31       | На гребені хвилі                       | США                               | Режисер: Еріксон Кор; Сценарій: Курт Віммер; Актори: Едґар Рамірес, Люк Брейсі, Тереза Палмер, Делрой Ліндо                                                                                               | бойовик                      |
| Г Р У Д Е Н Ь   | 31       | Тепер я буду любити тебе               | Україна                           | Режисер: Роман Ширман; Сценарій: Роман Ширман; Актори: Богдан Бенюк, Ольга Сумська, Кристина Кісельова, Арина Анпілогова                                                                                  | комедія                      |
| Г Р У Д Е Н Ь   | 31       | Ніч перед похміллям                    | США                               | Режисер: Джонатан Левін; Сценарій: Джонатан Левін, Кайл Гантер, Аріель Шафір, Еван Ґолдберґ; Актори: Джозеф Гордон-Левітт, Сет Роген, Ентоні Макі, Ліззі Каплан, Джилліан Белл                            | комедія                      |

## Померли
| Місяць   | Дата | Ім'я                    | Вік | Національність           | Спеціальність                   | Відомі фільми                                                                            |
| -------- | ---- | ----------------------- | --- | ------------------------ | ------------------------------- | ---------------------------------------------------------------------------------------- |
| Січень   | 1    | Донна Даґлас            | 81  | Американка               | Акторка, співачка               | Френкі і Джонні • Кар'єра • Повернись, моя любов                                         |
| Січень   | 4    | Стюарт Скотт            | 49  | Американець              | Актор                           | Все або нічого • Гербі: Шалені перегони • Малюк                                          |
| Січень   | 4    | Рене Вотьє              | 86  | Француз                  | Режисер                         | Африка 50 • Народ на марші                                                               |
| Січень   | 5    | Хан Бонфілс             | 42  | Англієць                 | Актор                           | Зоряні війни. Епізод I. Прихована загроза • Бетмен: Початок • 007: Координати «Скайфолл» |
| Січень   | 6    | Ленс Персіваль          | 81  | Англієць                 | Актор, співак                   | Жовтий підводний човен • Жовтий роллс-ройс • Люба Лілі                                   |
| Січень   | 7    | Род Тейлор              | 84  | Австралієць, американець | Актор                           | Птахи • Безславні виродки • Машина часу                                                  |
| Січень   | 9    | Семюел Голдвін-молодший | 88  | Американець              | Режисер, продюсер               | Таємне життя Волтера Мітті • Володар морів • Дружина священика                           |
| Січень   | 10   | Тейлор Негрон           | 57  | Американець              | Актор                           | Останній бойскаут • Стюарт Літтл                                                         |
| Січень   | 10   | Франческо Розі          | 92  | Італієць                 | Режисер                         | Момент істини • Справа Маттеї • Христос зупинився в Еболі                                |
| Січень   | 11   | Чик Літтлвуд            | 84  | Новозеландець            | Актор                           | Кінг-Конг • 30 днів ночі                                                                 |
| Січень   | 11   | Аніта Екберг            | 83  | Шведка                   | Акторка                         | Солодке життя • Інтерв'ю                                                                 |
| Січень   | 17   | Фатен Хамама            | 83  | Єгиптянка                | Акторка                         | Зустріч з щастям • Любов і сльози                                                        |
| Березень | 3    | Резо Чхеїдзе            | 88  | Грузин                   | Режисер, актор                  | Батько солдата                                                                           |
| Квітень  | 2    | Мануель де Олівейра     | 106 | Португалець              | Режисер, сценарист              | Атласний черевичок • Примхи одної блондинки                                              |
| Червень  | 6    | П'єр Бріс               | 86  | Француз                  | Актор                           | Скарб Срібного озера • Золото апачів • Віннету — син Інчу-Чуна • Серед шулік • Даки      |
| Липень   | 10   | Омар Шариф              | 83  | Єгиптянин                | Актор                           | Лоуренс Аравійський • Тринадцятий воїн                                                   |
| Вересень | 5    | Хара Сецуко             | 95  | Японка                   | Акторка                         | Без скорботи про нашу юність • Токійська повість • Ідіот                                 |
| Вересень | 10   | Франко Інтерленгі       | 83  | Італієць                 | Актор                           | Шуша • Мамині синочки                                                                    |
| Жовтень  | 5    | Шанталь Акерман         | 65  | Бельгійка                | Режисерка, сценаристка, акторка | Я, ти, він, вона • Завтра переїжджаємо                                                   |

- 15 січня — Маркова Римма Василівна, радянська та російська акторка театру і кіно.
- 27 лютого — Леонард Німой, американський кіноактор, фотохудожник, поет.
- 9 березня — Коберідзе Отар Леонтійович, грузинський актор, кінорежисер і сценарист.
- 15 березня — Маркова Римма Василівна, радянська та російська акторка театру і кіно.
- 25 березня — Іво Гаррані, італійський актор.
- 5 квітня — Шестеренко Алла Іванівна, радянський і український художник по костюмах.
- 17 квітня — Коршунов Віктор Іванович, російський актор.
- 24 квітня — Князєв Володимир Андрійович, український організатор кіновиробництва.
- 8 травня — Іллєнко Вадим Герасимович, український кінооператор, кінорежисер.
- 29 травня — Муравицький Юрій Адольфович, радянський і український актор театру і кіно, театральний режисер і педагог.
- 8 травня — Іллєнко Вадим Герасимович, український кінооператор, кінорежисер.
- 31 травня — Коїдзумі Хіросі, японський актор.
- 5 червня — Колетт Маршан, французька балерина та кіноакторка.
- 7 червня:
  - Крістофер Лі, англійський актор і музикант.
  - Барчук Анатолій Трохимович, український актор театру, кіно та дубляжу.
- 26 липня — Пічул Василь Володимирович, кінорежисер.
- 3 серпня — Колін Ґрей, американська акторка кіно та телебачення.
- 14 серпня — Протасенко Володимир Федорович, актор кіно.
- 20 серпня — Дуров Лев Костянтинович, російський актор, режисер.
- 15 вересня — Волонтир Міхай Єрмолайович, радянський і молдовський актор театру і кіно.
- 11 жовтня — Кошелева Маргарита Миколаївна, радянська і українська кіноакторка.
- 13 жовтня — Рябов Гелій Трохимович, радянський і російський сценарист.
- 16 жовтня — Найдук Йосип Михайлович, український актор, композитор.
- 11 листопада — Юнгвальд-Хількевич Георгій Емілійович, український і російський радянський кінорежисер, сценарист, художник.
- 30 листопада — Рязанов Ельдар Олександрович, радянський і російський кіно- і телережисер, поет.
- 4 грудня — Роберт Лоджа, американський актор.
- 11 грудня — Кашинцев Ігор Костянтинович, радянський і російський актор театру та кіно.
- 31 грудня — Рижаков Валерій Миколайович, радянський і російський актор театру і кіно.